# رون براون (سياسي أسترالي)
رون براون (بالإنجليزية: Ron Brown)‏ هو سياسي أسترالي، ولد في 29 يناير 1915 في أستراليا، وتوفي في 5 أبريل 1992.